# Alfa Romeo C39
De Alfa Romeo C39 is een Formule 1-auto die gebruikt is door het Formule 1-team van Alfa Romeo in het seizoen 2020. De auto is de opvolger van de Alfa Romeo C38. De C39 rijdt met een motor van Ferrari. De C39 werd ook gebruikt in het seizoen 2021, echter werd toen betiteld als Alfa Romeo C41

## Onthulling
In de ochtend van 19 februari onthulde Alfa Romeo de nieuwe auto op het Circuit de Barcelona-Catalunya, waa dezelfde de wintertests van start gingen.
De auto werd gereden door de Fin Kimi Räikkönen en de Italiaan Antonio Giovinazzi, die beide hun tweede seizoen bij het team reden.

## Resultaten
| Kleur  | Resultaat                              |
| ------ | -------------------------------------- |
| Goud   | Winnaar                                |
| Zilver | Tweede plaats                          |
| Brons  | Derde plaats                           |
| Groen  | Gefinisht (punten behaald)             |
| Blauw  | Gefinisht (geen punten behaald)        |
| Blauw  | Niet geklasseerd (NC)                  |
| Paars  | Uitgevallen (DNF)                      |
| Rood   | Niet gekwalificeerd (DNQ)              |
| Zwart  | Gediskwalificeerd (DSQ)                |
| Wit    | Niet gestart (DNS)                     |
| Blanco | Gewond (INJ)                           |
| Blanco | Uitgesloten (EX)                       |
| Blanco | Teruggetrokken (WD) / Niet deelgenomen |
| P      | Poleposition                           |
| S      | Snelste ronde                          |

| Jaar | Chassis        | Motor       | Banden | Coureurs           | 1   | 2   | 3   | 4   | 5   | 6   | 7   | 8   | 9   | 10  | 11  | 12  | 13  | 14  | 15  | 16  | 17  | Punten | WK-plaats |
| ---- | -------------- | ----------- | ------ | ------------------ | --- | --- | --- | --- | --- | --- | --- | --- | --- | --- | --- | --- | --- | --- | --- | --- | --- | ------ | --------- |
| 2020 | Alfa Romeo C39 | Ferrari 065 | P      |                    | AUT | STE | HUN | GBR | 70J | ESP | BEL | ITA | TOS | RUS | DUI | POR | EMR | TUR | BAH | SAK | ABU | 8      | 10        |
| 2020 | Alfa Romeo C39 | Ferrari 065 | P      | Kimi Räikkönen     | DNF | 11  | 15  | 17  | 15  | 14  | 12  | 13  | 9   | 14  | 12  | 11  | 9   | 15  | 15  | 14  | 12  | 8      | 10        |
| 2020 | Alfa Romeo C39 | Ferrari 065 | P      | Antonio Giovinazzi | 9   | 14  | 17  | 14  | 17  | 16  | DNF | 16  | DNF | 11  | 10  | 15  | 10  | DNF | 16  | 13  | 16  | 8      | 10        |
| Jaar | Chassis        | Motor       | Banden | Coureurs           | 1   | 2   | 3   | 4   | 5   | 6   | 7   | 8   | 9   | 10  | 11  | 12  | 13  | 14  | 15  | 16  | 17  | Punten | WK-plaats |

Alfa Romeo C39 ·
AlphaTauri AT01 ·
Ferrari SF1000 ·
Haas VF-20 ·
McLaren MCL35 ·
Mercedes-AMG F1 W11 EQ Performance ·
Racing Point RP20 ·
Red Bull RB16 ·
Renault R.S.20 ·
Williams FW43